# 원두역
원두역(元頭驛)은 충청남도 서천군 서면에 있었던 서천화력선의 신호장이다. 본래 유인역이었으나 1991년, 열차 운행량의 감소로 신호장으로서의 기능이 상실되어 직원이 철수하였고 측선을 제거하였다. 현재 역 건물은 남아 있으나 폐쇄된 상태이기 때문에 안으로 들어갈 수 없다.

## 역사
- 1983년 12월 10일: 간치~동백정 간 서천화력선 개통과 함께 영업 개시[1]
- 1991년 12월: 신호장 기능 정지, 무인화
- 2018년 3월 20일: 서천화력선 폐지[2]